# Pedro Henrique (calciatore 1992)
Pedro Henrique Pereira da Silva, noto semplicemente come Pedro Henrique (Goiânia, 18 dicembre 1992), è un calciatore brasiliano, difensore dell'Atl. Goianiense.

## Caratteristiche tecniche
È un difensore centrale.

## Carriera

### Club
Cresciuto nelle giovanili del Goiás, esordisce il 28 novembre 2010 nel corso di un match perso 3-1 contro l'Atlético Mineiro.
Dopo una serie di prestiti nelle serie inferiori del calcio brasiliano, nel 2015 viene acquistato dal Vitória Guimarães.

## Statistiche

### Presenze e reti nei club
Statistiche aggiornate al 3 giugno 2017.
| Stagione        | Squadra           | Campionato      | Campionato | Campionato | Coppe nazionali | Coppe nazionali | Coppe nazionali | Coppe continentali | Coppe continentali | Coppe continentali | Altre coppe | Altre coppe | Altre coppe | Totale | Totale |
| Stagione        | Squadra           | Comp            | Pres       | Reti       | Comp            | Pres            | Reti            | Comp               | Pres               | Reti               | Comp        | Pres        | Reti        | Pres   | Reti   |
| --------------- | ----------------- | --------------- | ---------- | ---------- | --------------- | --------------- | --------------- | ------------------ | ------------------ | ------------------ | ----------- | ----------- | ----------- | ------ | ------ |
| 2015-2016       | Vitória Guimarães | PL              | 19         | 0          | TP+TL           | 0+1             | 0               | UEL                | 0                  | 0                  |             | -           | -           | 20     | 0      |
| 2016-2017       | Vitória Guimarães | PL              | 33         | 0          | TP+TL           | 5+2             | 0               |                    | -                  | -                  |             | -           | -           | 40     | 0      |
| Totale carriera | Totale carriera   | Totale carriera | 52         | 0          |                 | 8               | 0               |                    | 0                  | 0                  |             | -           | -           | 60     | 0      |

## Palmarès

### Club
- Campionato Goiano: 2

Goiás: 2015
Atlético Goianiense: 2024